# Machadobelba dispar
Machadobelba dispar är en kvalsterart som beskrevs av Balogh 1958. Machadobelba dispar ingår i släktet Machadobelba och familjen Machadobelbidae. Inga underarter finns listade i Catalogue of Life.